# Roncus lonai
Roncus lonai är en spindeldjursart som beskrevs av Lodovico di Caporiacco 1949. Roncus lonai ingår i släktet Roncus och familjen helplåtklokrypare. Inga underarter finns listade i Catalogue of Life.